# La gata (pel·lícula de 1956)
La gata) és una pel·lícula dramàtica franco-espanyola de 1956 dirigida per Margarita Alexandre i Rafael María Torrecilla i protagonitzada per Aurora Bautista, Jorge Mistral i José Nieto. Està ambientat en el món de la corrida. Va ser la primera pel·lícula espanyola rodada en Eastmancolor i Cinemascope.

## Argument
Es diu María, però tothom la coneix amb el sobrenom de la Gata. Filla del cap d'un cortijo andalús, és festejada per diversos homes del poble, entre ells el jove Joselillo. Però la Gata només sent amor per Juan, un treballador guapo i arrogant que somia amb ser torero.

## Repartiment
- Aurora Bautista com, María 'La gata'
- Jorge Mistral com Juan
- José Nieto
- Nani Fernández
- José Guardiola
- Felipe Simón
- José Sepúlveda
- Francisco Arenzana
- Santiago Rivero
- Rafael Calvo Revilla
- Tomás Torres
- Manuel Aroca
- María Saco
- Alberto San Martín
- Antonio García Quijada
- Juan Segovia
- María Estrella
- Manuel Regueira
- Paco Martínez
- Mariano Martín Carriles
- Guillermo Méndez